# Delta (film 2008)
Delta – węgiersko-niemiecki dramat filmowy z 2008 roku w reżyserii Kornéla Mundruczó. 

## Fabuła
Po długiej nieobecności małomówny młody mężczyzna wraca do swojej rodzinnej miejscowości, położonej w malowniczej delcie Dunaju. Dowiaduje się tam o istnieniu swojej przyrodniej siostry Fauny, którą właśnie poznaje. Broniąc jej przed zakusami ojczyma, sprasza Faunę do własnego domu nad wodą. Między dwojgiem rodzeństwa zawiązuje się związek o charakterze wykraczającym poza bliskość rodzinną.

## Obsada
- Félix Lajkó jako Mihail
- Orsolya Tóth jako Fauna
- Lili Monori jako matka
- Sándor Gáspár jako kochanek matki

## Produkcja
Zdjęcia kręcono w delcie Dunaju w Rumunii (okręg Tulcza).